# Canadian-American Hockey League
Pour les articles homonymes, voir Can-Am.
La Canadian-American Hockey League, autrement appelée Can-Am, est fondée en 1926 et fusionne avec la Ligue internationale de hockey en 1936.

## Histoire
Basée à Springfield aux États-Unis, la Canadian-American Hockey League, appelée « Ligue Canadienne-Américaine de hockey » (parfois Ligue canado-américaine de hockey) , existe pendant dix ans. La ligue, organisée autour d'un maximum de six franchises est une ligue mineure professionnelle de l'Amérique du Nord. Les cinq équipes originales sont les Tigers de Boston, les Eagles de New Haven, les Reds de Providence, les Castors de Québec et les Indians de Springfield.
En 1936, elle fusionne avec la Ligue internationale de hockey pour donner naissance à l'International-American Hockey League, qui devient en 1940, la Ligue américaine de hockey. Quatre des cinq franchises ayant participé à la dernière saison de la Can-Am intègrent l'IAHL : les Eagles de New Haven, les Ramblers de Philadelphie, les Reds de Providence et les Indians de Springfield. Les Cubs de Boston sont dissous.

## Équipes
Les franchises suivantes font partie de la ligue au cours de ses dix saisons d'existence :
- Tigers de Boston (1926-1932)
- Cubs de Boston (1932-1933)
- Tiger Cubs de Boston (1933-1935)
- Bruin Cubs de Boston (1935-1936)
- Tigers du Bronx (1931-1932)
- Eagles de New Haven (1926-1936)
- Bulldogs de Newark (1928-1929)
- Arrows de Philadelphie (1927-1935)
- Ramblers de Philadelphie (1935-1936)
- Reds de Providence (1926-1936)
- Castors de Québec (Beavers) (1926-1928 et 1932-1935)
- Indians de Springfield (1926-1933 et 1935-1936)

## Champions
| Années    | Saison régulière         | Séries éliminatoires     |
| --------- | ------------------------ | ------------------------ |
| 1926-1927 | Eagles de New Haven      | Indians de Springfield   |
| 1927-1928 | Indians de Springfield   | Indians de Springfield   |
| 1928-1929 | Tigers de Boston         | Tigers de Boston         |
| 1929-1930 | Reds de Providence       | Reds de Providence       |
| 1930-1931 | Indians de Springfield   | Indians de Springfield   |
| 1931-1932 | Reds de Providence       | Reds de Providence       |
| 1932-1933 | Arrows de Philadelphie   | Cubs de Boston           |
| 1933-1934 | Reds de Providence       | Reds de Providence       |
| 1934-1935 | Bruin Cubs de Boston     | Bruin Cubs de Boston     |
| 1935-1936 | Ramblers de Philadelphie | Ramblers de Philadelphie |